# Parque nacional Bulleringa
Bulleringa es un parque nacional en Queensland (Australia), ubicado a 1448 km al noroeste de Brisbane.

## Datos
- Área: 544 km²
- Coordenadas: 17°34′49″S 143°49′45″E / -17.58028, 143.82917
- Fecha de Creación: 1992
- Administración: Servicio para la Vida Salvaje de Queensland
- Categoría IUCN: II

Véase también:
- Zonas protegidas de Queensland

- Datos: Q1004326